# 2-メチル吉草酸エチル
2-メチル吉草酸エチル（英語: ethyl 2-Methylvalerate）または、マンザネート（英語: manzanate）は、リンゴまたはパイナップルのようなフルーティな香りを持つ香料である。